# Tubilla del Agua (kommunhuvudort)
Tubilla del Agua är en kommunhuvudort i Spanien.   Den ligger i provinsen Provincia de Burgos och regionen Kastilien och Leon, i den norra delen av landet, 250 km norr om huvudstaden Madrid. Tubilla del Agua ligger 781 meter över havet och antalet invånare är 232.
Terrängen runt Tubilla del Agua är kuperad norrut, men söderut är den platt. Tubilla del Agua ligger nere i en dal. Runt Tubilla del Agua är det mycket glesbefolkat, med 3 invånare per kvadratkilometer. Närmaste större samhälle är San Martín de Elines, 14,3 km norr om Tubilla del Agua. 